# Jean-Louis Janssens
 (octobre 2018).
Pour les articles homonymes, voir Janssens.
Jean-Louis Janssens, né le 27 septembre 1959 à Paris, est un auteur français de bande dessinée.

## Publications
- Les Scientiflics avec Serge Carrère au scénario. éditeur : Bamboo. 
  - Les Scientiflics 1, 2010
  - Les Scientiflics 2, 2012
- Zarla, dessin de Guilhem, couleur de Angélique Césano, éditions Dupuis
  - Guerrière impitoyable, 2007,  (ISBN 978-2-8001-3883-1)
  - Le Dragon blanc, 2008  (ISBN 978-2-8001-4057-5) - Note : ce tome 2 a reçu le "Prix Bédélys" 2008, au Québec [1]
  - L'Enfant piège, 2011  (ISBN 978-2-8001-4785-7) [2]
  - Rage, 2012  (ISBN 978-2-8001-4971-4)
  - Les Lueurs vénéneuses, 2014  (ISBN 978-2-8001-5188-5)
  - L'Intégrale impitoyable, 2018  (ISBN 978-2-8001-7414-3). Comprend les 5 volumes de la série. En annexe : dossier d'Arnaud Hilmarcher "Le monde fantastique de Zarla", p. 261-271.